# نیروگاه بادی اسکیپ‌جک
نیروگاه بادی اسکیپ‌جک (انگلیسی: Skipjack Wind Farm) یک نیروگاه بادی دریایی است که دارای ظرفیت تولید برق ۹۶۶ مگاوات است و توسط شرکت اورستد یواس آف‌شور ویند برای ایجاد در بخش فلات قاره دوردست فراساحلی ایالت دلاور پیشنهاد گردید که مکان ساخت آن در فاصله تقریبی ۱۶٫۹ مایل دریایی (۳۱٫۳ کیلومتر؛ ۱۹٫۴ مایل) از ساحل جزیره فنویک قرار دارد. این پروژه که برق مریلند را تأمین خواهد کرد، طبق برنامه‌ریزی اولیه پیش‌بینی شده بود تا در سال ۲۰۲۲ به بهره‌برداری برسد. این نیروگاه یکی از پروژه‌های نیروگاه بادی است که برق مریلند را از طریق انرژی بادی تأمین می‌کند، نیروگاه‌های دیگر ماروین و نیروگاه بادی مومنتوم هستند. ظرفیت تولید برق فاز اولیه نیروگاه ۱۲۰ مگاوات است.